# Яцків Ярослав Степанович
Яросла́в Степа́нович Яцкі́в (* 25 жовтня 1940, с. Данильче, Рогатинський район, Івано-Франківська область) — радянський та український астроном і геодезист, доктор фізико-математичних наук (1976), академік НАН України (1985), президент Української астрономічної асоціації, директор Головної астрономічної обсерваторії НАН України. Учений у галузі астрономії, космічної геодинаміки та космічних досліджень, громадський діяч, лауреат Державної премії України (1983, 2003) та Державної премії СРСР (1986) у галузі науки та техніки, заслужений діяч науки і техніки України (1988).
Член Президії НАН України (з квітня 2015 р.).

## Біографічні відомості
Ярослав Степанович Яцків народився 25 жовтня 1940 року в селі Данильчому Рогатинського району, Івано-Франківської області
1955 року закінчив середню школу в Пукові на Рогатинщині. 1960 року закінчив Львівський політехнічний інститут, а в 1960 — 1962 роках працював астрономом-спостерігачем у Полтавській гравіметричній обсерваторії АН УРСР. Член КПРС.
Після закінчення 1965 року аспірантури Головної астрономічної обсерваторії НАН України (ГАО) Ярослав Яцків працював у цій обсерваторії (з 1975 року її директор).
Від 1976 року — доктор фізико-математичних наук, 1985-го — академік НАН України.
Учений брав активну участь у підготовці та виконанні космічних програм ВЕГА, СОПРОГ, ФОБОС, МАРС, а також в організації космічних досліджень АН УРСР (1986 — 1992). У теперішній час (2000-ні) як член Президії НАН України Я. Яцків координує наукові космічні дослідження України.
Про міжнародне визнання наукового авторитету Ярослава Яцківа свідчить обрання його віце-президентом Міжнародної астрономічної спілки (1982 — 1986), президентом Комісії 19 МАС «Обертання Землі» (1982 — 1986), співголовою секції Міжнародної геодезичної асоціації, головою дирекції Міжнародної служби обертання Землі (1992 — 1995) та інших міжнародних наукових організацій.
Завдяки видатним організаторським здібностям, наполегливості, ініціативі Я. Яцківа започатковано й успішно завершено будівництво Високогірної спостережної бази ГАО на піку Терскол (Кавказ). Нині ця найвища в Європі астрофізична обсерваторія, яка оснащена двометровим телескопом, входить до складу Міжнародного центру астрономічних і медико-екологічних досліджень.
1991 року Я. С. Яцків ініціював створення Української астрономічної асоціації (УАА) і є її незмінним Президентом. Своєю діяльністю УАА сприяє об'єднанню та координації астрономічних досліджень в Україні. Під керівництвом Ярослава Яцківа в Україні створена мережа станцій астро-геодинамічних спостережень, яка є частиною світової мережі. У ГАО НАН України під керівництвом Яцківа з 1990-х років діють міжнародні центри з опрацювання цих спостережень, отриманих новими технічними засобами.
Ярослав Степанович Яцків — голова Державної комісії єдиного часу і еталонних частот, член Ради з питань науково-технічної політики при Президентові України (1996).
З 1998 року Я. С. Яцків — член Президії НАН України. Від 9 жовтня 2002 року — Голова науково-видавничої ради НАН України.
З 2000 року по 2001 рік Я. С. Яцків — перший заступник міністра Міністерства освіти і науки України. Високий виконавчий орган, який він очолював, спрямовував свої зусилля на формування в країні системи, яка б найкраще сприяла розвиткові наукового і технічного потенціалу нашої держави.
З 1 квітня 2005 року — директор-організатор Інституту енциклопедичних досліджень НАН України; з 3 жовтня того ж року — Співголова Робочої групи з розроблення Концепції розвитку наукової сфери, створеної розпорядженням Президента України В. А. Ющенка.
Ярослав Яцків є головою Експертної ради НАН України з питань науково-технічної експертизи інноваційних проектів технологічних парків (з 2006 р.); представником України в Адміністративній раді УНТЦ.
Починаючи від 2006 р. — голова Піклувальної ради Стипендійної програми Фонду Віктора Пінчука «Завтра. UA».

## Наукова, видавнича і громадська діяльність
Основні наукові праці Ярослава Яцківа присвячені вивченню особливостей обертання Землі, космічній геодинаміці та фундаментальній астрометрії. У галузі обертання Землі учений виконав великий цикл досліджень з вивчення так званих вільного та вимушеного рухів полюсів Землі, вперше визначив новий тип вільної добової нутації Землі. Він був ініціатором і активним виконавцем наукової роботи з визначення координат полюсів Землі з 1890 до 1969 року за даними астрономічних спостережень. Цей ряд координат полюса, відомий серед науковців світу як «київський ряд», набув широкого застосування у геодезії, геофізиці, геодинаміці.
Основні наукові праці Ярослава Яцківа присвячені вивченню особливостей обертання Землі, космічній геодинаміці та фундаментальній астрометрії. У галузі обертання Землі учений виконав великий цикл досліджень з вивчення так званих вільного та вимушеного рухів полюсів Землі, вперше визначив новий тип вільної добової нутації Землі. Він був ініціатором і активним виконавцем наукової роботи з визначення координат полюсів Землі з 1890 до 1969 року за даними астрономічних спостережень. Цей ряд координат полюса, відомий серед науковців світу як «київський ряд», набув широкого застосування у геодезії, геофізиці, геодинаміці.
Ярослав Яцків — представник наукової школи О.Орлова — Є.Федорова та продовжувач її традицій, ідей Є. Федорова з теорії нутації, — визначення орієнтації осі обертання Землі у просторі. Завдяки ініціативам Ярослава Степановича та його наполегливості як Голови секції «Астрометрія» Астрономічної ради СРСР у 1970-х роках в СРСР (і УРСР), почали розвиватися і впроваджуватися у практику нові технічні засоби спостереження, які визначають параметри обертання Землі (лазерна локація штучних супутників, радіоінтерферометрія з наддовгою базою, радіотехнічні спостереження навігаційних супутників — GPS-спостереження).
Я. С. Яцків запропонував нові підходи до побудови глобальної земної та небесної систем координат. За його керівництвом та безпосередньою участю створено високоточні каталоги фундаментальних слабих зір та джерел космічного радіовипромінювання.
наукові праці (понад 200), науково-популярних праці та низка монографій. Під керівництвом ученого Головна астрономічна обсерваторія НАН України набула широкого міжнародного визнання, стала однією з найбільших в Європі.
Я. С. Яцків — засновник і головний редактор журналу «Кінематика і фізика небесних тіл» (виходить з 1985 р.), заступник головного редактора журналу «Космічна наука і технологія» (з 1995 р.), заступник головного редактора журналу «Наука та інновації» (з 2005 р.), головний редактор науково-популярного журналу «Світогляд» (з 2006 р.).
Яцків — Голова Українського міжнародного комітету з питань науки і культури при НАН України (з 1990 р.), яка сприяє зміцненню міжнародних зв'язків учених України з колегами інших країн. Популярними стали засідання дискусійного клубу «Елітарна Світлиця» під головуванням ученого, які з 1996 року щомісячно проводить Комітет у Будинку вчителя (м. Київ).
Як член Президії НАН України Я. С. Яцків відповідає за вирішення низви питань: видавничої діяльності, розвитку поліграфічної бази НАН України; координації діяльності наукових установ НАН України та їх участі у виконанні міжнародних програм та проектів у галузі космічних досліджень; здійснює загальне керівництво видавництвом «Наукова думка» НАН України та Видавничим домом «Академперіодика» НАН України; відповідає за зв'язки НАН України з Державним космічним агентством України.
Яцків — громадський діяч, член Конгресу Української інтелігенції, Української Всесвітньої координаційної ради, член Ради конкурентоспроможності України.
1 липня 2005 року під час роботи VI Міжнародного конгресу україністів Ярослава Яцківа обрано Президентом Міжнародної асоціації україністів (МАУ), під керівництвом якого виконуються основні завдання асоціації: сприяння відновленню та розвиткові українознавства, збереження пам'яток історії та культури, поширення знань про культурні надбання і наукові здобутки українського народу, проведення українознавчих наукових форумів, координація діяльності національних асоціацій в різних країнах світу.
Голова Наглядової ради Київського університету імені Бориса Грінченка.

## Премії та почесні нагороди
Заслуги Ярослава Степановича Яцківа перед вітчизняною наукою відзначені багатьма державними нагородами (Державна премія України в галузі науки і техніки 1983 року та Державна премія СРСР 1986 року; він лауреат багатьох наукових премій, серед яких Фундація доктора Дем'янів, премія імені Олекси Гірника (2005), «За мир і свободу України», премія НАН України імені Є. П. Федорова. Його нагороджено орденами «За заслуги» ІІІ та ІІ ступенів, лауреат республіканської премії ім. М. Островського.
Науковець є іноземним членом Польської академії наук, академіком Міжнародної академії астронавтики та членом багатьох міжнародних наукових організацій. Ярослав Яцків працював керівником програми наземних спостережень комети Галлея, за що має почесну відзнаку НАСА, за дослідження зміни орієнтації земної осі у тілі Землі та просторі його відзначено престижною міжнародною премією Євросоюзу імені Рене Декарта (2003; єдиний в Україні лауреат цієї премії).
Почесний доктор Львівської політехніки (2005).
Почесний доктор Харківського національного університету імені В. Н. Каразіна.
Почесний академік АН вищої школи України з 2016 року за науковим відділенням фізики та астрономії
Ім'я вченого в галузі астрономії та космічної геодинаміки, державного та громадського діяча, академіка Національної академії наук України Ярослава Степановича Яцківа знане і в космосі: одна з малих планет 2728 Яцків.